# Furze Platt
Furze Platt – dzielnica miasta Maidenhead, w Anglii, w Berkshire, w dystrykcie (unitary authority) Windsor and Maidenhead. W 2011 roku dzielnica liczyła 7393 mieszkańców.